# Rolf Hübler
Rolf Hübler   (Waldkirchen, 31 de maig de 1956 - Waldkirchen, 14 de gener de 2013) fou un pilot d'enduro alemany, guanyador de dos Campionats d'Europa d'enduro en la categoria dels 125 cc i de cinc de la RDA.
El 1974, amb el suport del seu germà Walter, també pilot d'enduro, Rolf va debutar en competició amb una MZ en la cilindrada dels 250 cc al Campionat de la RDA, on acabà segon. El 1975, fou subcampió de la RDA en 125 cc. Un cop hagué acabat el servei militar, el 1977 entrà com a pilot de fàbrica a Simson. El 1978 va participar en els seus primers ISDT dins l'equip estatal i fou tercer al Campionat de la RDA, subcampió el 1979 i campió finalment el 1980. Als ISDE de 1982, va aconseguir la victòria en la classe de 125 cc amb la Simson, i un any després va repetir-hi l'èxit en vèncer a la classificació d'equips de fàbrica. Després dels seus dos Campionats d'Europa de 125cc (1985 i 1986), va guanyar ininterrompudament el Campionat de la RDA de la mateixa cilindrada de 1983 a 1986. Acabada aquesta darrera temporada, es va retirar de la competició i va entrar a la fàbrica de MZ com a pilot de proves.

## Palmarès

### Campionat d'Europa d'enduro
- 2 Campionats d'Europa d'enduro en 125cc (1984-1985)

### ISDT
- 1 Victòria en 125cc (1982)
- 1 Victòria per equips de fàbrica (1983)

### Campionat de la RDA d'enduro
- 5 Campionats:
  - 1 de 175cc Spezialtechnik (1980)
  - 4 de 125cc (1983-1986)